# David Hall
David Connolly Hall, detto Dave (Sherbrooke, 1º maggio 1875 – Seattle, 27 maggio 1972), è stato un mezzofondista statunitense, vincitore di una medaglia di bronzo negli 800 metri piani ai Giochi olimpici di Parigi 1900.

## Biografia
Nativo del Québec (Canada), ma di nazionalità statunitense, è morto a Seattle all'età di 97 anni.
Ai Giochi olimpici di Parigi 1900, oltre alla medaglia di bronzo negli 800 metri piani, si classificò 4º nei 1500 metri piani.

## Palmarès
| Anno | Manifestazione  | Sede   | Evento       | Risultato | Prestazione | Note |
| ---- | --------------- | ------ | ------------ | --------- | ----------- | ---- |
| 1900 | Giochi olimpici | Parigi | 800 m piani  | Bronzo    | 2'03"0      |      |
| 1900 | Giochi olimpici | Parigi | 1500 m piani | 4º        | 4'07"5      |      |